# Камишинська вулиця (Київ, Микільська слобідка)
Ками́шинська ву́лиця — зникла вулиця, що існувала в Дніпровському районі міста Києва, місцевість Микільська слобідка. Пролягала від Каховської вулиці.

## Історія
Виникла в середині XX століття, мала назву Нова. Назву Камишинська (на честь міста Камишин) вулиця набула 1955 року. 
Ліквідована 1977 року в зв'язку зі знесенням старої забудови Микільської слобідки.